# Islamitische gouden tijdperk
Het islamitische gouden tijdperk ook islamitische gouden periode of islamitische gouden eeuw (Arabisch: العصر الذهبي للإسلام, Perzisch: دوران طلایی اسلام) is een historische periode die duurde van circa 750 tot 1257, het tijdperk der Abbasiden, die zich kenmerkt door de grote invloed die filosofen en wetenschappers uit de islamitische wereld in deze tijd hadden op het gebied van kunst, wetenschap, beschaving, geneeskunde en architectuur.
Er wordt ook gesproken van een tweede gouden tijdperk dat begon in 1453 toen Mehmet II, ook wel de veroveraar genoemd, Constantinopel veroverde waarmee het Byzantijnse Rijk verviel en een nieuw islamitisch tijdperk begon.

## Kunst
Het gouden tijdperk voor islamitische kunst duurde van 750 tot de 16e eeuw, en kenmerkte zich door gebruik van glas, metaal, textiel en keramiek. Ook de boekverluchting bloeide in deze periode op en werd een belangrijke en gerespecteerde kunst. Kalligrafie, een belangrijk aspect van geschreven Arabisch, werd in deze tijd ontwikkeld omdat de islam geen afbeeldingen van mensen toestaat.

### Architectuur
De grote moskee van Kairouan is een van de oudste bewaard gebleven voorbeelden van islamitische architectuur. De Moren verspreidden de islamitische architectuur ook naar Spanje en Noord-Afrika. De architectuur van het Mogolrijk in India vertoont ook invloeden van islamitische architectuur.

## Filosofie
De islamitische filosoof Averroes en de Perzische medicus Avicenna speelden een belangrijke rol bij het bewaren van de werken van Aristoteles, wiens ideeën van grote invloed waren op de niet-religieuze aspecten van zowel de islamitische als christelijke wereld. Ze namen ook ideeën over uit China en India, en voegden die toe aan de kennis verkregen uit hun eigen studies. Andere filosofen zoals Al-Kindi en Al-Farabi combineerden Aristoteles’ theorieën en het Neoplatonisme met andere ideeën die via de islam waren geïntroduceerd.
De Arabische filosofische literatuur werd vertaald in het Latijn en Ladino, en droeg op die manier bij aan de Europese filosofie. Ibn Khaldun vertaalde veel Griekse medische geschriften en Al-Chwarizmi verzamelde een grote collectie wiskundige technieken en geschriften.

## Wetenschap
De islamitische wereld kende tijdens haar gouden tijdperk vele wetenschappers. Noemenswaardige bijdragen aan het gebied van de wetenschap die door islamitische geleerden werden gedaan, zijn de ontwikkeling van de goniometrie, nieuwe ontwikkelingen op het gebied van optica en ontwikkelingen op het gebied van astronomie.

## Geneeskunde

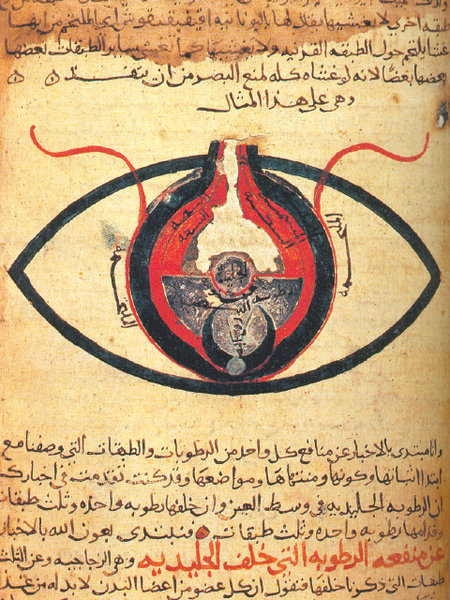
Het oog volgens Hunayn ibn Ishaq

Geneeskunde was een belangrijk onderdeel in de islamitische cultuur. Islamitische wetenschappers en artsen ontwikkelden tijdens het gouden tijdperk dan ook een grote en complexe verzameling van medische geschriften. Ze hielden zich onder andere bezig met anatomie, oogheelkunde, farmacologie, fysiologie en chirurgie.
De islamitische geneeskunst borduurde verder op invloeden uit zowel de Oud-Indische als Oud-Griekse geneeskunst. Zo werden 129 werken van Claudius Galenus in het Arabisch vertaald door Hunayn ibn Ishaq en zijn assistenten. Het is ook dankzijk Arabische vertalingen dat de werken van Hippocrates bewaard zijn gebleven. Ziekenhuizen werden ook al gebouwd in grote steden.

## Handel en reizen
De islamitische wereld kende niet veel bevaarbare rivieren. De enige grote rivieren waren de Nijl, Tigris en Eufraat. Transport over zee was derhalve erg belangrijk voor de islamitische wereld. Dit zorgde voor een sterke ontwikkeling op het gebied van zeevaart en navigatie. Dankzij kaarten en een eerste vorm van de sextant konden schepen over volle zee varen in plaats van de kustlijn te volgen. Islamitische zeilers herintroduceerden ook de driemaster als handelsschip.
Reizen naar verre landen werden ook ondernomen door islamitische handelaren. Het gebruik van papier verspreidde zich in de achtste eeuw van China naar de islamitische wereld, en bereikte in de 10e eeuw Europa.

## Ondergang
De Kruistochten in de 11e en 12e eeuw zetten de islamitische wereld al onder druk, maar de grootste bedreiging kwam uit het oosten tijdens de 13e eeuw: het Mongoolse Rijk. Onder leiding van Dzjengis Khan veroverden de Mongolen grote delen van de islamitische wereld. Hulagu’s belegering en vernietiging van Bagdad in 1258 wordt gezien als het einde van het gouden tijdperk van de islamitische wereld. Latere Mongoolse leiders en veroveraars verwoestten nog meer steden, waarbij veel bibliotheken en Madrassa’s verloren gingen.